# Møgelkær
Møgelkær er en gammel hovedgård, den nævnes første gang, da ridder Jep Kalv i året 1408 overdrog gods til roskildebispen Peder Jensen Lodehat. Gården ligger i Rårup Sogn, Bjerre Herred, Juelsminde Kommune. Hovedbygningen er opført i 1861 ved Ferdinand Meldahl. Møgelkær Gods er på 205 hektar
Møgelkær er i 1941 ombygget til Statsfængslet Møgelkær.

## Ejere af Møgelkær
- (før 1408) Jep Kalv
- (1408-1420) Peder Jensen Lodehat
- (1420-1432) Thomas Vestenie
- (1432-1456) Peder Holk Vestenie
- (1456) Gerlof Pedersdatter Vestenie gift Limbek
- (1456-1459) Henneke Limbek
- (1459-1463) Erik Ottesen Rosenkrantz / Knud Henriksen Gyldenstierne
- (1463-1503) Erik Ottesen Rosenkrantz
- (1503) Kirsten Eriksdatter Rosenkrantz gift Rud
- (1503-1504) Jørgen Rud
- (1504-1509) Kirsten Eriksdatter Rosenkrantz gift Rud
- (1509-1540) Knud Jørgensen Rud
- (1540-1552) Mogens Jørgensen Rud
- (1552-1565) Erik Mogensen Rud
- (1565-1575) Pernille Oxe gift Rud
- (1575-1609) Johan Eriksen Rud
- (1609-1627) Knud Gyldenstierne
- (1627) Sophie Lindenov gift (1) Gyldenstierne (2) Rantzau
- (1627-1673) Henrik Rantzau
- (1673-1675) Mogens Nielsen Friis
- (1675-1699) Niels Mogensen Friis
- (1699-1763) Christian Nielsen Friis
- (1763) Christine Sophie Christiansdatter Friis gift von Wedell
- (1763-1786) Erhard von Wedell-Friis
- (1786) Elisabeth Sophie Christiansdatter Rosenkrantz gift Desmercières
- (1786-1799) Jean Henri Desmercières
- (1799) Sophie Magdalene Carlsdatter von Gram gift Krag-Juel-Vind
- (1799-1815) Frederik Carl Krag-Juel-Vind-Frijs
- (1815-1849) Jens Christian Krag-Juel-Vind-Frijs
- (1849-1882) Christian Emil Krag-Juel-Vind-Frijs
- (1882-1922) Mogens Christian Krag-Juel-Vind-Frijs
- (1922) Johannes Alfred Ravn
- (1922-1939) Anton Ovesen
- (1939-1941) Den Danske Stat
- (1941-) Statsfængslet Møgelkær